# Ted Honderich
Ted Honderich   (Baden, 30 de gener de 1933 - 12 d'octubre de 2024) va ser un filòsof canadenc especialitzat en el lliure albir, el terrorisme i la filosofia política.

## Pensament
Creia en un cert determinisme, ja que les circumstàncies determinen les possibilitats d'acció de cada persona, però la llibertat radica en el fet d'acceptar-ho. Aquestes possibilitats i la voluntat que empeny a actuar estan ubicades en la consciència humana i són productes físics del cervell, com qualsevol altre pensament que respon a impulsos elèctrics.
Un cop es tria, cal jutjar la bondat o maldat de l'elecció, definida segons les conseqüències d'aquesta cap a un mateix i cap a la societat en què es viu. Cadascú té l'obligació d'actuar correctament i corregir els errors aliens que porten cap a una «mala vida» d'altres persones, per això, es justifiquen les accions internacionals d'intervenció en altres països (postura molt controvertida entre altres acadèmics), però no com va passar en la Invasió de l'Iraq de 2003, en què es van oblidar els principis d'acció bàsics i es va fomentar el terrorisme.